# Episodi di Bates Motel (terza stagione)
La terza stagione della serie televisiva Bates Motel è stata trasmessa sulla rete A&E Network dal 9 marzo all'11 maggio 2015.
In Italia è andata in onda in prima visione assoluta su Rai 2 dall'11 agosto al 1º settembre 2015, il martedì in seconda serata, intorno alle 22:50 circa, con doppio episodio, tranne gli ultimi quattro, che sono stati trasmessi rispettivamente giovedì 27 agosto e martedì 1º settembre 2015 verso 00:00 circa, senza indicazione dei titoli italiani.
L'11 agosto 2016 la stagione viene resa disponibile su Netflix, che utilizza i titoli italiani.
| nº | Titolo originale      | Titolo italiano      | Prima TV USA   | Prima TV Italia   |
| -- | --------------------- | -------------------- | -------------- | ----------------- |
| 1  | A Death in the Family | Un lutto in famiglia | 9 marzo 2015   | 11 agosto 2015    |
| 2  | The Arcanum Club      | L'Arcanum Club       | 16 marzo 2015  | 11 agosto 2015    |
| 3  | Persuasion            | Persuasione          | 23 marzo 2015  | 18 agosto 2015    |
| 4  | Unbreak-Able          | Indistruttibile      | 30 marzo 2015  | 18 agosto 2015    |
| 5  | The Deal              | Il patto             | 6 aprile 2015  | 25 agosto 2015    |
| 6  | Norma Louise          | Norma Louise         | 13 aprile 2015 | 25 agosto 2015    |
| 7  | The Last Supper       | L'ultima cena        | 20 aprile 2015 | 27 agosto 2015    |
| 8  | The Pit               | La fossa             | 27 aprile 2015 | 27 agosto 2015    |
| 9  | Crazy                 | Pazzo                | 4 maggio 2015  | 1º settembre 2015 |
| 10 | Unconscious           | Inconscio            | 11 maggio 2015 | 1º settembre 2015 |

## Un lutto in famiglia
- Titolo originale: A Death in the Family
- Diretto da: Tucker Gates
- Scritto da: Carlton Cuse e Kerry Ehrin

### Trama
L'estate è passata. Norman, che ora è all'ultimo anno delle superiori e inizia il suo primo giorno, ha allucinazioni sulla signorina Blair Watson, l'insegnante che aveva precedentemente ucciso nella prima stagione. Per questo motivo, Norma decide di istruirlo a casa per tenerlo d'occhio più da vicino. Dylan affronta Norma chiedendole di lasciare dormire Norman nel suo letto e, di conseguenza, stabilisce dei limiti con Norman. Nel frattempo, Norma scopre che sua madre è morta di recente. Inizialmente non mostra emozione, ma poi si addolcisce. Suo fratello Caleb torna in città, cercando di legare con Dylan, ora l'unica famiglia che gli è rimasta. Nel frattempo, Norman si interessa immediatamente alla nuova ospite del motel, Annika Johnson, ma decide finalmente di chiedere ad Emma un appuntamento, in cerca di normalità. Anche Emma decide di lasciare la scuola e unirsi a Norman nell'istruzione domiciliare.
- Ascolti USA: 2 140 000 spettatori[1]

## L'Arcanum club
- Titolo originale: The Arcanum Club
- Diretto da: Tucker Gates
- Scritto da: Kerry Ehrin

### Trama
Norma diventa curiosa quando Annika scompare, soprattutto dopo che Norman ha mentito sul fatto di non essere stato con lei la sera prima ed Emma ha affermato il contrario. Norma ed Emma indagano nella stanza del motel di Annika, dove trovano un invito all'Arcanum Club, un club per gentiluomini alla periferia della città. Norma si infiltra nei terreni del club, solo per essere scoperta dallo sceriffo Romero, che si offre di cercare Annika. Sulla strada di casa, Norma falcia il cartello in costruzione della tangenziale con la sua macchina. Nel frattempo, Norman ed Emma vanno al loro primo appuntamento e discutono del sesso come di un passo importante verso l'età adulta. Altrove, Chick Hogan, un tipo hippy barbuto che vive in una baracca nel bosco sopra la collina dalla capanna di Dylan, viene in visita e discute dei "raccolti".
- Ascolti USA: telespettatori 2 910 000[2]

## Persuasione
- Titolo originale: Persuasion
- Diretto da: Tim Southam
- Scritto da: Steve Kornacki e Alyson Evans

### Trama
Lo sceriffo Romero chiede a Norma di venire all'obitorio per identificare il corpo di una donna. Norma è sollevata dal fatto che non sia Annika, ma è preoccupata perché è ancora scomparsa. Romero incontra Bob Paris, che gestisce l'Arcanum Club, che menziona l'imminente elezione dello sceriffo come una minaccia per smettere di fare domande. Mentre indaga sull'identità della donna morta, Romero incontra Marcus Young, un uomo che afferma di candidarsi alla carica di sceriffo e giura di spodestare Romero per l'incarico. Nel frattempo, Norma decide di frequentare un corso di economia presso un college della comunità locale, ma inavvertitamente entra in un corso di psicologia. Il professore, James Finnigan, le offre la sua futura assistenza. A casa, Norman diventa sempre più frustrato dal fatto che sua madre non si fida di lui e perde conoscenza, immergendosi in una vasca da bagno, sperando di ricordare gli eventi prima della scomparsa di Annika per vedere se lui aveva qualcosa a che fare con ciò. Norma lo salva, poi chiude a chiave il motel. Annika arriva con una ferita da arma da fuoco all'addome e da a Norma una chiavetta USB prima di morire, dicendo a Norma di usarla per salvare se stessa e suo figlio.
- Ascolti USA: telespettatori 1 920 000[2]

## Indistruttibile
- Titolo originale: Unbreak-Able
- Diretto da: Christopher Nelson
- Scritto da: Erica Lipez

### Trama
Norma è irremovibile nello scoprire cosa c'è sull'unità USB, che è protetta da password. Chiede l'aiuto di Dylan per la decrittazione. Norman diventa sempre più sospettoso per la morte di Annika e per la segretezza tra sua madre e il fratellastro. Emma cerca di calmarlo invitandolo a fare un picnic, durante il quale menziona il suggerimento di Norma di non fare sesso con la malata Emma. Furiosa, Emma dice a Norman che solo lei capisce meglio i propri limiti, poi se ne va. Nel frattempo, Caleb si ferisce nella capanna e Dylan si prende cura di lui, scoprendo di più sulla storia della sua famiglia. Norman segue Dylan, scopre Caleb e minaccia di dire alla madre che Dylan l'ha tradita. Dylan lo implora di non rovinare il buon rapporto che ha lottato per costruire con lei, ma Norman non lo ascolta. Altrove, Bob Paris inizia a cercare l'unità USB saccheggiando l'ufficio del motel inviando uno scagnozzo. Dylan, dopo averlo scacciato, dice a Norma che sarebbe meglio nascondere la chiavetta nella sua fattoria.
- Ascolti USA: telespettatori 1 710 000[2]

## Il patto
- Titolo originale: The deal
- Diretto da: Christopher Nelson
- Scritto da: Erica Lipez

### Trama
Un uomo fa sì che Norma abbia un incidente d'auto, dicendole di chiamare Bob Paris e di dargli la chiavetta USB. Dylan incontra Norma all'ospedale e insiste per dare la chiavetta USB a Romero perché la custodisca. Nel frattempo, Norman è confuso sugli eventi recenti, pensando che Norma se ne fosse andata con un vestito diverso e che le avesse già parlato di Caleb quando non l'aveva fatto. Ruba un vestito dall'armadio di Norma. Romero incontra Bob, che ammette di aver cercato la chiavetta USB ma non ne rivela il contenuto. Gunner trova e decodifica la chiavetta USB e rivela un registro finanziario che divide un rendimento di investimento di almeno 15 milioni di dollari (entrate illegali derivanti dal traffico di droga di marijuana della città). Dylan racconta a Norma del contenuto dell'USB, che poi lo dice a Romero, e i due fanno visita a Bob Paris, che accetta di costruirle una piscina e di posizionare un cartellone pubblicitario per il motel vicino alla tangenziale in cambio dell'USB. Quando i suoi figli cercano con calma di spiegare che Caleb è rimasto con Dylan, una Norma infuriata prepara una valigia, pistola inclusa, e se ne va.
- Ascolti USA: telespettatori 1 760 000[2]

## Norma Louise
- Titolo originale: Norma Louise
- Diretto da: Phil Abraham
- Scritto da: Kerry Ehrin

### Trama
Norma si reca a Portland, nell'Oregon, dove compra un nuovo vestito, scambia l'auto con una nuova e alla fine va a casa di James, dove gli racconta dei blackout di Norman, inclusa l'uccisione di suo padre. Tornato a casa, Dylan notan l'ansia da separazione di Norman, che include un esaurimento nervoso in cui Norman assume completamente la personalità di Norma preparandogli la colazione in vestaglia e parlando come lei. Nel frattempo, lo sceriffo Romero viene colpito e viene ricoverato in ospedale. Riceve la visita di Marcus Young, che gli dice che il suo tempo come sceriffo sta per finire. Romero segue Marcus al parcheggio e gli spara a morte. Norma torna a casa per onorare il desiderio dei suoi figli di incontrare Caleb, che crolla e si scusa vedendola.
- Ascolti USA: telespettatori 1 690 000[2]

## L'ultima cena
- Titolo originale: The Last Supper
- Diretto da: Ed Bianchi
- Scritto da: Philip Buiser

### Trama
Dylan inizia ad avvicinarsi ad Emma e apprende da suo padre che è molto più malata di quanto voglia ammettere. Nel frattempo, Norma dice a Romero dove si trova l'unità USB in modo che abbia influenza su Bob. Romero scopre che il nome di sua madre è sul registro finanziario dell'USB, cosa che lo porta ad un confronto imbarazzante e doloroso con suo padre in prigione. Viene a sapere che suo padre ha usato il nome di sua madre per far entrare la droga in prigione. Nel frattempo Norma chiede a James di aiutare Norman, che, a sua volta, fa alcune domande inappropriate e alla fine lo attacca. James dice a Norma che suo figlio ha bisogno di aiuto. Norma poi prepara una cena in famiglia per avvicinarsi a Norman. Dylan invita Emma e Norma invita Caleb. Passa anche Romero. La presenza di Caleb alla cena fa arrabbiare profondamente Norman.
- Ascolti USA: telespettatori 1 690 000[2]

## La fossa
- Titolo originale: The Pit
- Diretto da: Roxann Dawson
- Scritto da: Bill Balas

### Trama
Come parte dell'accordo per l'USB, Bob chiede a una squadra di costruzione di iniziare a scavare una buca per la piscina del Bates Motel, anche se finisce per essere profonda 23 piedi. Bob poi rapisce e tortura James per ottenere informazioni su Norma. Quando Romero va ad avvertire Bob di non scherzare con Norma, Bob gli rivela la relazione di Norma con James e, cosa più importante, che Norman ha ucciso suo padre. Romero successivamente pone fine alla sua amicizia con Norma quando lei continua a mentire sostenendo che suo marito è morto in un incidente. Nel frattempo, Dylan e Caleb trasportano le armi di Chick in Canada, solo per scoprire che l'accordo era un piano per far uccidere Chick. Caleb salva Dylan dopo una sparatoria. James lascia la città, ma non prima di aver informato Norma che ha detto tutto a Bob. La donna avverte Norman e i due litigano. Sperimentando un altro blackout, Norman insegue il suo cane, Giunone, che è scappato di casa. Poi scopre che Bradley è tornata in città.
- Ascolti USA: telespettatori 1 760 000[2]

## Pazzo
- Titolo originale: Crazy
- Diretto da: Tucker Gates
- Scritto da: Steve Kornacki, Alyson Evans e Torrey Speer

### Trama
Bradley chiede a Norman di dire a sua madre che è viva. Tuttavia, al suo arrivo, scopre che sua madre si è ripresa rapidamente dalla perdita del marito e della figlia. Questo fa sì che Bradley si senta solo al mondo, quindi cerca di legare con Norman, al punto da provare a fare sesso con lui. Norman ha poi un'altra allucinazione e si allontana convinto di essere con la madre. Nel frattempo, Norma dice a Bob che gli darà la chiavetta USB, dicendogli che quello che ha detto James non era vero. Bob afferma che non ha più nulla con cui contrattare. Quindi la donna saccheggia la casa di Romero, solo per apprendere da lui che la DEA sta indagando sul registro finanziario. La loro discussione dipende dal fatto che Romero voglia conoscere la verità sulla morte del padre di Norman, al che Norma alla fine afferma che entrambi sanno chi lo ha ucciso, implicando Norman. Caleb picchia Chick per i soldi della consegna, li dà a Dylan e lascia la città dopo aver raccontato a Norma di Norman che una volta lo aveva attaccato al motel dove risiedeva. Dylan dà al padre di Emma i soldi per il suo futuro trapianto di polmone.
- Ascolti USA: telespettatori 1 730 000[2]

## Inconscio
- Titolo originale: Unconscious
- Diretto da: Tucker Gates
- Scritto da: Carlton Cuse e Kerry Ehrin

### Trama
Dopo aver appreso che Caleb ha lasciato la città, Dylan riceve una chiamata dal padre di Emma con la notizia che è scomparsa dopo aver saputo del suo trapianto di polmone. Dylan la trova nella capanna, spaventata che il suo corpo rigetti il trapianto e muoia. La dice che è la donna più forte che abbia mai incontrato e si baciano. Nel frattempo, la DEA intende arrestare Bob a casa sua, ma Romero lo chiama per avvertirlo in anticipo. Bob va su una barca al porto e trova Romero che lo aspetta. Bob lo paragona a suo padre imprigionato e Romero gli spara a morte. Norma si reca in una clinica assistenziale nella speranza di ammettere Norman, solo per sentirsi dire che i costi di ammissione partono da 20.000 dollari al mese. Menziona la notizia a Norman, che ha intenzione di lasciare la città con Bradley. Norman e Norma litigano, con Norma che fa perdere i sensi a Norman, trascinandolo nel seminterrato e chiamando Dylan, che conferma che Bradley non è morta. Norman scappa dal seminterrato e scappa con Bradley, ma immagina che Norma voglia parlarle. Nei panni di Norma, tira Bradley fuori dall'auto, la insegue e le sbatte ripetutamente la testa contro una roccia, uccidendola. Norman poi guida l'auto nella White Pine Bay, mentre lui e la madre immaginaria la guardano immergersi.
- Ascolti USA: telespettatori 1 670 000[2]